# VATSIM

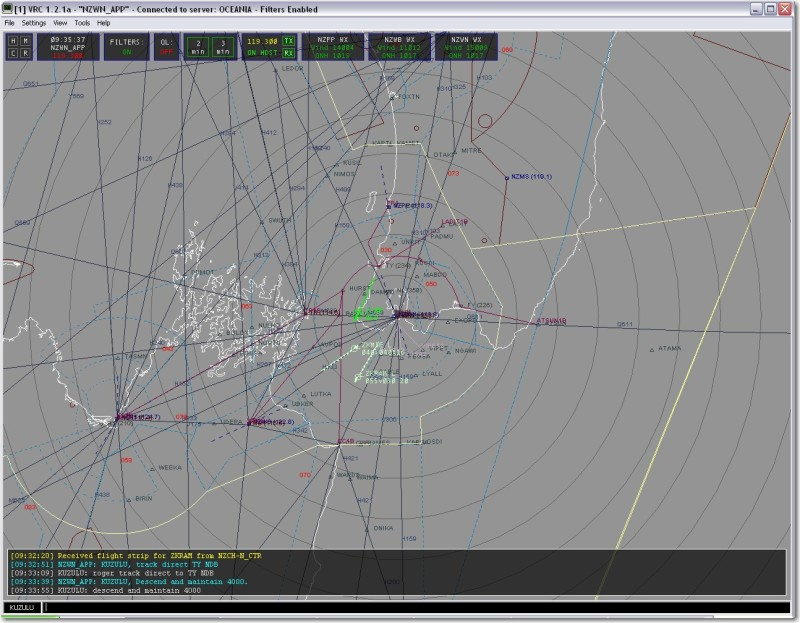
Un client radar virtuel connecté à VATSIM

Le réseau virtuel de simulation de vol de trafic aérien (VATSIM pour Virtual Air Trafic Simulation network) est un réseau mondial pour la simulation virtuelle de trafic aérien. VATSIM est prévu principalement pour simuler le trafic aérien commercial et récréationnel (par opposition aux réseaux de simulation militaire ou de guerre).
Les utilisateurs de VATSIM peuvent soit être pilote (employant un simulateur de vol, comme Microsoft Flight Simulator ou X-Plane) ou fournir des services de contrôle de trafic aérien (employant un programme simulé par freeware d'écran de radar fourni par VATSIM).
Les utilisateurs de VATSIM suivent de la façon la plus proche possible les procédures réelles dont météo actuelle, fermetures d'aéroport et autres annonces. Les communications, très proches de celles en vigueur en authentique contrôle du trafic aérien, peuvent s'effectuer par voix, ou par texte.
Ces caractéristiques ont fait de VATSIM une aide à la formation valide pour beaucoup d'apprentis pilote, souvent inexpérimentés en matière de communication claire avec de vrais contrôleurs. De vrais contrôleurs tirent également profit de VATSIM pour pratiquer et réguler le trafic sans mettre quiconque en danger.
VATSIM est divisé en plusieurs régions (telles que l'Europe, l'Amérique du Nord, l'Afrique, et l'Océanie), et les régions sont encore divisées dans les divisions (telles que la France par vAcc France, la Russie, le Japon, et les États-Unis - par exemple VATUSA).
Avec IVAO, VATSIM est le réseau de simulation aéronautique le plus populaire et le plus utilisé au monde.

## Logiciels de connexion
Pour se connecter au réseau en tant que pilote, l'utilisateur a le choix entre deux clients de connexion différents : FSInn ou squawkbox 3.0
Le contrôle aérien se fait quant à lui avec ASRC ou VRC.
- Squawkbox 3.0
- / FSInn
- ASRC
- Advanced Voice Client (AVC)
- XSquawkbox
- VRC - le nouveau logiciel de contrôle
- euroscope  - logiciel de contrôle

## Autres réseaux
Il y a d'autres réseaux de simulation qui coexistent avec VATSIM, tels que IVAO, GlobalSim et FPI.